# Les Escapades
Les Escapades aus Karlsruhe ist ein Ensemble für Alte Musik, das im Jahr 2000 gegründet wurde. Die vier Gambistinnen Sabine Kreutzberger, Franziska Finckh, Adina Scheyhing und Barbara Pfeifer studierten in Den Haag, Basel und Trossingen. Sie musizieren in der Besetzung als reines Gambenconsort oder in Kooperation mit anderen Künstlerinnen oder Künstlern bzw. Chören. Der Name des Ensembles verspricht unerwartete Zugänge zur Musikwelt der Renaissance und des Barock.

## Repertoire
Les Escapades konzertieren mit einem breit gefächerten Repertoire. Dazu gehört die klassische englische Consortmusik des 16. und 17. Jahrhunderts, Werke und Bearbeitungen spanischer Musik des Siglo de Oro oder zahlreiche deutsche geistliche Werke, darunter auch die Mitwirkung in Aufführungen von Buxtehudes Membra Jesu nostri. Ebenso wirkte das Ensemble bei Produktionen des Südwestrundfunks (SWR) mit. 
Eine Besonderheit stellt die Produktion Les Escapades du Roi dar: Anhand der fiktiven Abenteuer einer jungen Frau am Hof des „Sonnenkönigs“ Ludwig XIV wird die höfische Musik von Versailles präsentiert. Im Programm Träume & Visionen interpretiert das Ensemble Werke vom Barock bis in die Gegenwart.

## Diskografie
- Ich will in Friede fahren - Geistliche Musik, mit Franz Vitzthum, Christophorus (2009)
- Les Escapades du Roy - Liebe & Intrige am Hof zu Versailles, Christophorus (2010)
- Volkslieder Vol. 1 - Exklusive Volksliedersammlung, SWR Liederprojekt (Track 15 und 30), Carus (2010)
- Volkslieder Vol. 2 - Exklusive Volksliedersammlung, SWR Liederprojekt (Track 11), Carus (2011)
- Weihnachtslieder Vol. 1 SWR Liederprojekt  (Track 6 und 21), Carus  (2012)
- Fabulous London - Englische Musik für Gambenconsort von Jenkins, Mico, Simpson, Gibbons, Bassano, Byrd, Holborne, Ferrabosco, Hume, Anonymus, Bull, Locke, Christophorus (2013)
- Dass sich wunder alle Welt - Lieder zum Advent, mit Miriam Feuersinger und Daniel Schreiber, Christophorus (2015)
- Flores españolas - Music for Viol Consort and Guitar, mit Maria Ferré, Christophorus (2018)
- Johann Rosenmüller et al.: Habe deine Lust an dem Herren - Geistliche Konzerte, mit Miriam Feuersinger, Christophorus (2018)

- Georg Christoph Strattner (1644/45-1704): Ich will den Herrn loben allezeit - Geistliche Konzerte, mit Miriam Feuersinger, Monika Mauch, Alexander Schreiber, Markus Flaig, und weitere, Leitung Cosimo Stawiarski,  note 1 music (2021)
- Kommt ihr Stunden, macht mich frei – Geistliche Lieder des deutschen Barock, Mitwirkende: Franz Vitzthum, Capricornus Consort Basel, Les Escapades, Christophorus (2022)

- Träume & Visionen – Poetische Reise durch eine wundersame Nacht, Mitwirkende: Sebastian Mirow (Sprecher), Les Escapades (Gambenconsort), note 1 music (2023)